# هانا بورتر
هانا بورتر (بالإنجليزية: Hannah Myers)‏ هي لاعبة اتحاد الرغبي نيوزيلندية، ولدت في 28 سبتمبر 1979 في نيوزيلندا.